# Bavra
Bavra là một đô thị thuộc tỉnh Shirak, Armenia. Dân số ước tính năm 2011 là 585 người.